# ブーマー・アサイアソン
ブーマー・アサイアソン（Norman Julius Esiason 1961年4月17日-）はニューヨーク州ウエスト・イスリップ出身のアメリカンフットボール選手。ポジションはQB。左利き。
NFLで1984年から1997年までプレイした。1984年にシンシナティ・ベンガルズに入団。1988年には最優秀選手に選ばれる活躍を見せてチームを第23回スーパーボウルに導いたがジョー・モンタナの逆転ドライブにより、16-20で敗れた。1993年から1995年はニューヨーク・ジェッツ、1996年はアリゾナ・カージナルス、1997年はシンシナティ・ベンガルズに復帰し現役を引退した。現役引退後はESPN on ABC、HBO、CBSスポーツなどで解説者を行っている。

## 経歴
ニューヨーク州ウェスト・イスリップで生まれた彼はその後、同州イースト・イスリップで育った。1979年に高校を卒業するとボビー・ロスがヘッドコーチをしていたメリーランド大学に進学した。彼は大学記録を17個塗り替え、パス獲得6,259ヤード、タッチダウンパス42本の記録を残し、1982年、1983年にはオールアメリカンに選抜された。4年次の最後のホームゲームとなった全米3位のノートルダム大学戦では第3Qに2本のTDパスを決めて逆転勝ちし、アトランティック・コースト・カンファレンス優勝を果たした。
1984年のNFLドラフトでは予想に反し2巡目全体38番目という低い指名順位でシンシナティ・ベンガルズに入団した（同年メリーランド大学からはロン・ソルト、ピート・コッホがインディアナポリス・コルツ、ベンガルズから1巡目で指名された。ただしこの年の1巡目に指名されたQBはおらず、アサイアソンがQBとしては最初に指名された。）。彼はUSFLのワシントン・フェデラルズからも指名されている。
雨中の中行われた1984年10月7日のヒューストン・オイラーズ戦で初出場し、自身のTDランなどで13-3と勝利した。1985年9月22日のサンディエゴ・チャージャーズ戦からはチームを第16回スーパーボウルに導いたこともあるエースQBのケン・アンダーソンからポジションを奪った。1980年代後半彼はNFLを代表するQBの1人となり、またパス能力だけでなく機動性もあることを知らしめた。彼はランプレイでもキャリア通算447回で1,598ヤードを獲得し7タッチダウンをあげている。1988年シーズンMVPとなる活躍を見せた彼はチームを2度目のスーパーボウルに導いた。サンフランシスコ・フォーティナイナーズとの対戦となった第23回スーパーボウルではチームは終盤までリードしたが残り34秒でジョー・モンタナからジョン・テイラーへのタッチダウンパスが決まり16-20でチームは敗れた。
1993年に彼はドラフト3巡目指名権とのトレードでニューヨーク・ジェッツに移籍した。1995年10月8日に行われたバッファロー・ビルズ戦ではブルース・スミスにフェイスマスクをつかまれ重傷を負った。
その後フリーエージェントとなった彼は翌1996年にアリゾナ・カージナルスと契約、11月10日のワシントン・レッドスキンズ戦ではパス59回中35回成功、NFL歴代3位となる522ヤードを投げ、オーバータイムの末勝利した。1997年にベンガルズに復帰した彼はジェフ・ブレイクの控えとなったがシーズン中盤から出場した彼はタッチダウン13回に対しわずか2インターセプト、QBレーティングも100を越える活躍を見せた。彼の現役最後のプレイはWRのダーネイ・スコットへの77ヤードのタッチダウンパスであった。
現役14年間で彼は左腕QBとしては通算パス獲得37,920ヤード、通算TDパス247回など多くのNFL記録を残した。1988年、1989年はAFCトップのQBレーティングを残している。
現役引退後、1998年から2000年までABCのマンデーナイトフットボールの解説者となった。2002年からはCBSスポーツの解説者となり、The NFL Todayで解説行っている。

## その他
ブーマーは本名ではなく、ニックネームである。母親のおなかの中にいる頃からしきりに母親の子宮を蹴っていた彼は母親によってブーマーと呼ばれた。この呼び名を彼はその後も使い続けている。
NFL史上最多得点差からの逆転となった1993年NFLワイルドカードプレーオフ バッファロー・ビルズ対ヒューストン・オイラーズのゲストコメンテーターとして、ハーフタイムにメリーランド大学時代のチームメートであるフランク・ライクはカレッジフットボール時代に大逆転を演じたことがあるがプロのディフェンス相手に25点差（ハーフ終了時には3-28）からの逆転は困難だろうとコメントした。
現役時代の1993年に彼の息子が嚢胞性線維症に罹ったため病気の治療や患者のサポートのための財団を作っている。